# Hydrogamasellus iaculi
Hydrogamasellus iaculi är en spindeldjursart som beskrevs av Wolfgang Karg och Anita Schorlemmer 2009. Hydrogamasellus iaculi ingår i släktet Hydrogamasellus och familjen Ologamasidae. Inga underarter finns listade i Catalogue of Life.